# Sugar Mountain
Sugar Mountain – wieś w Stanach Zjednoczonych, w stanie Karolina Północna, w hrabstwie Avery.